# Brèze (Lozère)
Pour les articles homonymes, voir Brèze.
 (juin 2017).
La Brèze est une rivière du sud de la France qui coule dans le département de la Lozère. C'est un affluent abondant de la Jonte en rive gauche, donc un sous-affluent de la Garonne par le Tarn.

## Géographie
De 15,2 km de longueur, la Brèze prend sa source dans le massif du mont Aigoual dans le département de la Lozère au sein du parc national des Cévennes. Elle adopte d'emblée la direction de l'ouest-nord-ouest qu'elle maintient tout au long de son cours. Après un parcours de quinze kilomètres, elle se jette en rive gauche dans la Jonte à Meyrueis.

### Communes traversées
- Lozère : Meyrueis

## Affluents
Plusieurs ruisseaux d'une longueur inférieure à 5 kilomètres se jettent dans la Brèze.
- Le ruisseau de l'Else[2] (2,3 km), qui reçoit lui-même les eaux du ravin de Combe Calde[3] (1,3 km)
- Le ruisseau de Combalade[4] (1,3 km)
- Le ravin de Ginestous[5] (1,5 km)
- Le ravin de Valbelle[6] (1 km)
- Le ruisseau de Rioumal[7] (1,7 km)
- Le ruisseau de Graliès[8] (2,7 km)
- Le ruisseau le Merdanèon[9] (2,7 km)
- Le valat del Bès[10] (1,3 km)
- Le ruisseau du Crouzet[11] (3,5 km)
- Le valat de Carbougnouls[12] (0,9 km)
- Le ruisseau de Cabanals[13] (2,1 km)

## Hydrologie
La Brèze est une rivière cévenole, dont les crues qui suivent les orages cévénols peuvent être violentes et importantes. C'est une rivière très irrégulière. 

### La Brèze à Meyrueis
Son débit a été observé durant une période de 40 ans (1969-2008), à Meyrueis, localité du département de la Lozère située au niveau de son confluent avec la Jonte. La surface ainsi étudiée est de 36 km2, soit la totalité du bassin versant du cours d'eau.
Le module de la rivière à Meyrueis est de 0,973 m3/s.
- Débit moyen : 0,97 m3/s
- Débit minimal : 0,02 m3/s
- Débit maximal : 107 m3/s le 5 novembre 1994

La Brèze présente des fluctuations saisonnières très importantes, comme tous les cours d'eau dits « cévenols ». Les hautes eaux se déroulent de l'automne au début du printemps, et se caractérisent par des débits mensuels moyens allant de 1,15 à 1,57 m3/s, de novembre à mai inclus. On y distingue deux maxima : le premier, de novembre à janvier (1,52 m3 en janvier) lié aux abondantes précipitations cévenoles, et le second en avril (1,57 m3) lié en partie à la fonte des neiges. Au mois de juin, le débit diminue fortement, ce qui mène rapidement aux basses eaux d'été qui ont lieu de juillet à septembre, entraînant une baisse du débit mensuel moyen jusqu'au plancher de 0,087 m3 au mois d'août (87 litres), ce qui est fort bas. Dès fin septembre-début octobre, le débit remonte puissamment. Mais ces moyennes mensuelles occultent des fluctuations plus prononcées sur de courtes périodes ou selon les années.

### Étiage ou basses eaux
Aux étiages, le VCN3 peut en effet chuter jusque 0,015 m3/s en cas de période quinquennale sèche, ce qui est très sévère, le cours d'eau étant alors réduit à peu de choses.

### Crues
Les crues peuvent être extrêmement importantes, compte tenu de l'exiguïté du bassin versant de la rivière. Les QIX 2 et QIX 5 valent respectivement 33 et 53 m3/s. Le QIX 10 est de 66 m3/s, le QIX 20 de 78 m3/s, tandis que le QIX 50 se monte à pas moins de 95 m3/s.
Le débit instantané maximal enregistré à Meyrueis a été de 107 m3/s le 5 novembre 1994, tandis que la valeur journalière maximale était de 60,9 m3/s le 8 novembre 1982. En comparant la première de ces valeurs à l'échelle des QIX de la rivière, il apparaît que cette crue était plus importante que la crue cinquantennale calculée par le QIX 50, et donc assez exceptionnelle.

### Lame d'eau et débit spécifique
La Brèze est une rivière très abondante. La lame d'eau écoulée dans son bassin versant est de 853 millimètres annuellement, ce qui constitue plus de 2,5 fois la moyenne d'ensemble de la France (plus ou moins 320 millimètres/an). C'est aussi très largement supérieur à la moyenne du bassin de la Garonne (384 millimètres/an) et du Tarn (478 millimètres/an). Le débit spécifique (ou Qsp) atteint 27 litres par seconde et par kilomètre carré de bassin.